# Gobernación de Deir ez-Zor
La gobernación de Deir ez-Zor (en árabe: مُحافظة دير الزور), también conocida como Dayr az-Zawr, es una de las 14 provincias que conforman la organización político-administrativa de la República Árabe Siria.

## Geografía
Deir ez-Zor está situado en la parte suroeste del país. Limita con las provincias de Homs, Al Hasakah, Ar-Raqqa, y con la República de Irak. La ciudad capital de esta provincia es la ciudad de Deir ez-Zor.

## Población
Tiene una superficie de 33.060 kilómetros cuadrados y una población de 1.094.000 personas (estimaciones de 2007). La densidad poblacional de esta provincia siria es de 33,10 habitantes por cada kilómetro cuadrado de la gobernación.

## Operación Huerto
La provincia de Deir ez-Zor fue, durante el 6 de septiembre de 2007, el escenario de la Operación Huerto. El Estado de Israel bombardeó una base donde se sospechaba que se almacenaban materiales nucleares de la República Democrática Popular de Corea.